# Idiophthalma amazonica
Idiophthalma amazonica là một loài nhện trong họ Barychelidae. Loài này phân bố ờ Brasil.